# 페드루 알바르스 카브랄
페드루 알바르스 카브랄(포르투갈어: Pedro Álvares Cabral, 1468년?, 카스텔루브랑쿠현 ~ 1520년)은 포르투갈의 항해자이다. 바스쿠 다가마에 이어 1500년 왕명을 받고 인도로 항해하는 도중에 폭풍을 만나 4월 22일 브라질에 표착하였고 이곳을 포르투갈령으로 했다. 인도의 캘리컷에 도착한 후 이슬람계 상인과 사건을 날조하여 포격하고, 인도 서해안의 다른 항구를 경유하여 이듬해 1501년에 귀국했다. 13척 중에서 리스본에 귀환한 것은 5척이었다.

## 같이 보기
- 브라질의 역사
- 포르투갈의 역사
- 포르투갈령 인도